# Semlow
Semlow település Németországban, Mecklenburg-Elő-Pomeránia tartományban. Lakosainak száma 701 fő (2023. december 31.).

## Népesség
A település népességének változása:
| Lakosok száma | 659  | 658  | 693  | 689  | 701  |
|               | 2017 | 2019 | 2021 | 2022 | 2023 |